# Werner Barg

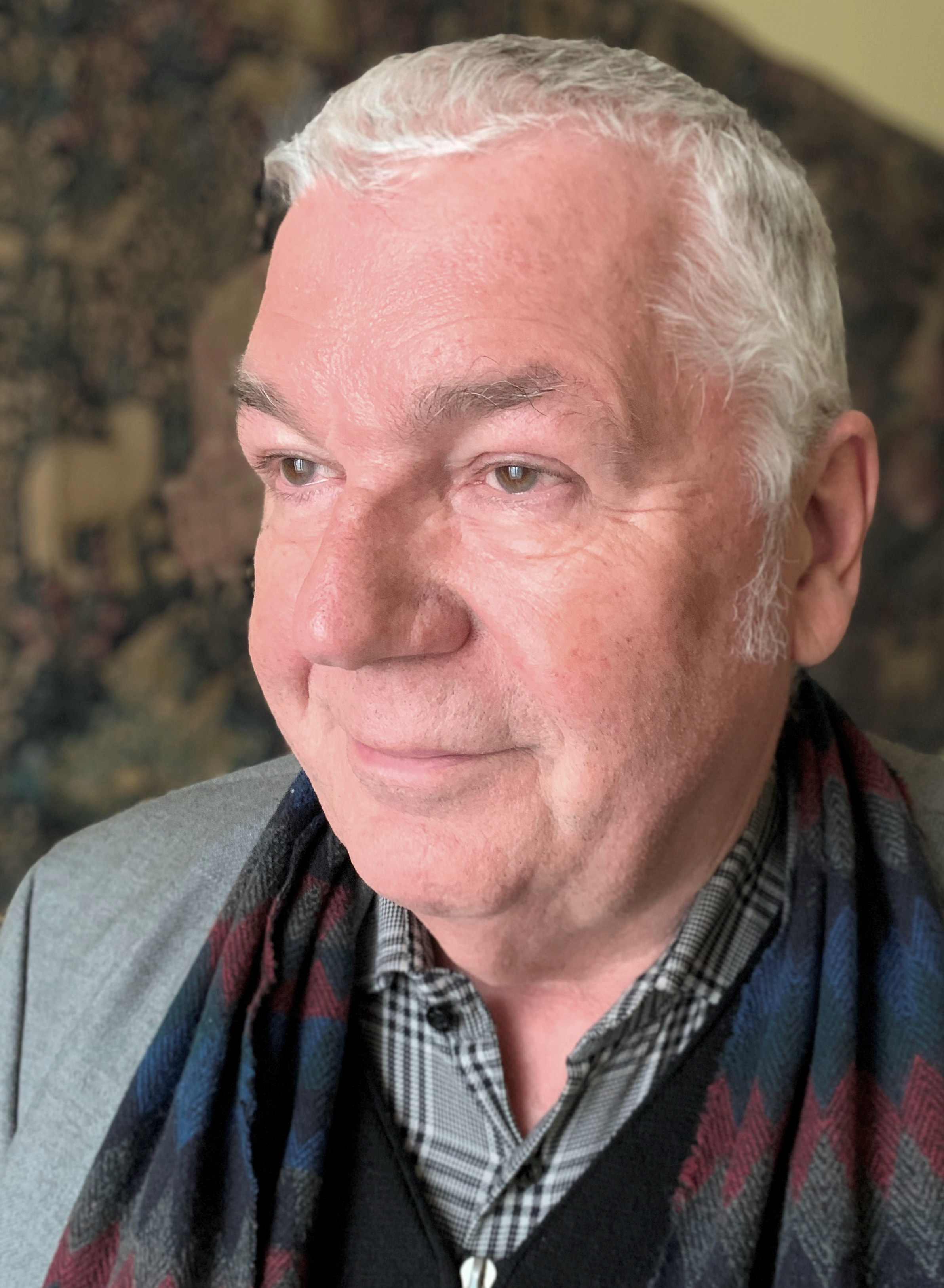

Werner C. Barg (* 1957 in Neumünster) ist ein deutscher Autor, Film- und Medienwissenschaftler sowie Filmproduzent. Unter dem Pseudonym Henrijk van Zaiszt veröffentlichte er in den 1980er Jahren satirische Essays und Kurzfilme.

## Ausbildung
Im Alter von 19 Jahren beendete Barg die Immanuel-Kant-Schule in Neumünster und studierte an der Universität Kiel zunächst Philosophie, später Germanistik und Geschichte, zudem Geographie, Soziologie und Pädagogik. Die Ausbildung umfasste Gastsemester sowohl in Marburg als auch in Freiburg im Breisgau.
Nach dem Zivildienst arbeitete Barg zunächst zwei Jahre als Medienpädagoge. Bereits in diese Zeit fielen erste Veröffentlichungen. Gemeinsam mit dem Künstler und Musiker Jonathan Weiszbrodt gründete Barg die Kieler Künstlervereinigung Deutsche AC.NE. Sie formulierten offene Briefe an Politiker, publizierten kritische Essays zu Themen wie Kernenergie, Friedensbewegung und drehten in Bargs erster Produktionsfirma Vulkan-Film diverse Kurzfilme u. a. für den NDR. Die als vulkanistisch bezeichneten Filme und Texte nahmen den bundesrepublikanischen Politikbetrieb satirisch aufs Korn. In Anlehnung an Heinrich von Kleist unterzeichnete Barg seine Arbeiten mit dem Pseudonym Henrijk van Zaiszt.
Von 1987 bis 1993 unterrichtete Barg Ästhetik und Geschichte des Films an der Kieler Universität, sowie Kunst der Medien an der Pädagogischen Hochschule Kiel und Medienpraxis an der dortigen Fachhochschule. 1992 promovierte er über die Filme von Alexander Kluge und Edgar Reitz an der Universität Kiel – die Dissertation erschien 1996 als Sachbuch.

## Leben
1994 wechselte Barg nach Köln und war knapp fünf Jahre als künstlerischer-wissenschaftlicher Mitarbeiter im Bereich Fernsehen/Film an der Kunsthochschule für Medien Köln tätig. In Zusammenarbeit mit Prof. Michael Lentz und Prof. Jeanine Meerapfel beteiligte er sich am Aufbau des Lehrbereichs Drehbuchschreiben.
Schon in dieser Zeit veröffentlichte Barg zahlreiche Rezensionen zu neu erschienenen Film-Fachbüchern in der Zeitschrift Medienwissenschaft und schrieb bis 1998 Filmkritiken für die Kulturredaktion der Westdeutschen Allgemeinen Zeitung.
1998 wurde Barg zum Studienleiter an die Deutsche Film- und Fernsehakademie Berlin berufen. Ab 2001 war er zusätzlich künstlerischer Leiter der angeschlossenen Drehbuchakademie. Mit Ausscheiden von Prof. Reinhard Hauff wurde Barg ab 2005 einer der beiden Interims-Geschäftsführer. In dieser Funktion verantwortete er insbesondere die Außenvertretung der dffb für Produktion und Koproduktion der Abschlussfilme gegenüber Fernsehsendern und Filmförderungen, bei Programm füllenden Filmen zudem die Zusammenarbeit mit Redaktionen und Produzenten. In den über 15 Jahren Lehrtätigkeit betreute Werner Barg zahlreiche Dokumentationen sowie über 20 Spielfilme für Kino und Fernsehen zusätzlich als Koproduzent und Dramaturg. Darunter waren Projekte wie Berlin is in Germany (2001) vom Regisseur Hannes Stöhr, Mitfahrer – Jede Begegnung ist eine Chance (2003), Regie: Nicolai Albrecht sowie Früher oder später (2007) von der Regisseurin Ulrike von Ribbeck.
Ab 2007, seit seinem Ausstieg aus dem Lehrbetrieb an der dffb, ist Barg hauptberuflich als Autor und Produzent für Fernseh-, Kino- und Wirtschaftsfilm tätig. Als Chefdramaturg betreute er die erste Staffel der Doku-Fiktion-Serie Die Deutschen (2008) vom ZDF; davon fünf Folgen in der szenischen Dramaturgie und zwei Folgen als Koautor. Für den Beauftragten der Bundesregierung für Kultur und Medien war Werner Barg dramaturgischer Berater der geförderten Drehbuchprojekte.
Um bei der Produktion von Debüt-, Dokumentar- und Arthousefilmen, ebenso an der Entwicklung von historischen Doku-Fiktion-Formaten möglichst senderübergreifend zu arbeiten, gründete Barg mit Alexander von Hohenthal, Geschäftsführer der Opal Filmproduktion, in 2011 die herzfeld productions als Erweiterung der Opal-Gruppe. Als erstes Beispiel für die synergetische Zusammenarbeit steht die Kino-Koproduktion mit dem NDR: Über das Meer – Die DDR-Flucht des Erhard Schelter (2011), ein Doku-Drama in der Regie von Arend Agthe.
Barg arbeitet zudem als Krimi-Autor. Gemeinsam mit Andreas Dirr beteiligte er sich an der ZDF-Serie Küstenwache, Folge: Die Bernsteinhexe (2012).
Autorenprojekte von Barg behandeln vorwiegend Themen aus Historie und Zeitgeschichte. So auch Die Odyssee der Kinder (2008) über die Fluchtgeschichte jüdischer Kinder, der so genannten Teheran-Kinder während des Zweiten Weltkriegs, zusammen mit Autor und Produzent Stephan M. Vogel für das ZDF.
Seit 2010 arbeitet Barg als Autor und Realisator für history-vision.de, eines der größten Online-Filmarchive für Zeitgeschichte. Weitere Projekte sind: Jahrestage – 365 Tage – 365 Ereignisse – 365 Clips, in dem für jedes Datum des Jahres ein historisches Ereignis filmisch dokumentiert wird, die Clip-Produktionen Boulevard History sowie das App-Guide zur Geschichte der Berliner Mauer. Zudem arbeitete Barg an der Filmclip-Produktion des kontinuierlich wachsende Webportal Your History – Mehr Wissen über den Holocaust, einem dreijährigen Förderprojekt des Bundesministerium für Familie, Senioren, Frauen und Jugend.
2014 realisierte er für history-vision.de den 45-minütigen Dokumentarfilm Berlin 1945 sowie die Dokumentation Mein Berlin im folgenden Jahr. Zudem war er Autor der Pilotsendung für das zeitgeschichtliche Magazin Walking History, in der Moderation u. a. von Jo Schück und Ilja Richter.
Parallel von 1993 bis 2017 schrieb Barg wöchentlich Filmkritiken für die Kinoseite des sh:z (Schleswig-Holsteinischer Zeitungsverlag/Flensburger Tageblatt).
In Fachzeitschriften, u. a.Tv diskurs und MedienConcret, veröffentlicht er regelmäßig Artikel, Essays und Interviews zu Themen wie Filmkultur, Filmrezeption, Kinofilm.
2017 und wiederum als Produzent realisierte Barg den Kinospielfilm Einsamkeit und Sex und Mitleid, eine satirische Gesellschaftskomödie in der Regie von Lars Montag und betreibt seit 2018 als alleiniger Produzent die herzfeld productions in Berlin und Halle/Saale.
Neben seiner Tätigkeit als Filmproduzent und Autor vertrat Werner C. Barg ab 2015 die Professur Audiovisuelle Medien in der Abteilung Medien- und Kommunikationswissenschaft im Institut für Musik, Medien- und Sprechwissenschaften der Martin-Luther-Universität Halle-Wittenberg (MLU); von 2021 an leitet er stattdessen den dortigen Ergänzungsstudiengang "Medienbildung" im Rahmen der Lehrer*innenausbildung. Bereits seit 2010 ist Barg Lehrbeauftragter an der Filmuniversität Babelsberg Konrad Wolf; 2020 wurde er zum Honorarprofessor ernannt.
Barg ist mit der Schauspielerin Lisa Adler verheiratet und lebt in Berlin und in der Uckermark.

## Filmpolitisches Engagement
„…der Zuschauer ist mehr denn je gefordert, auf eine Medienwelt zu reagieren, die weitgehend tabulos fast alles zu zeigen bereit ist. Gefordert ist die eigene Sensibilität, die persönliche Verantwortung, die manchem Medienmacher offenbar abhanden gekommen ist. Wo die gesellschaftlichen Zeigegesten immer grenzenloser werden, wird jeder für sich und individuell seine Tabus finden und seine „persönlichen Skandale“ setzen müssen, um nicht gänzlich in den uferlosen Sex-&-Crime-Attitüden der Medien abzustumpfen. Es geht darum, Tabu im eigentlichen Wortsinne wieder ernst zu nehmen, als das Unanschaubare….“ (Zitat: Barg aus: Skandalfilme. Von der Lust an der Provokation. S. 9).
1980 war Barg Gründungsmitglied der Kieler Künstlervereinigung Deutsche AC.NE und 1989 Gründungsmitglied der Filmförderung Schleswig-Holstein e.V. Von 1995 bis 1999 war er Mitglied im Vorstand des Bundesverband Jugend und Film (BJF), für den er bereits 1993/94 als Kulturmanager arbeitete und die Konzeption und Leitung des Zelttournee-Projekts 100 Jahre Kino verantwortete. Er war Mitglied der Jury des Internationalen Verbandes der Filmclubs (FICC) beim Internationalen Filmfestival von Locarno 1998 und Mitglied der PANORAMA-Kurzfilmjury der Berlinale 2000 und dem FISH 2007.
Seit 2002 ist Barg Mitglied im Kuratoriums des Deutschen Kinder- und Jugendfilmzentrums (KJF) und war ab 2008 sein Stellvertretender Vorsitzender; zusammen mit Claudia Wegener führt er seit 2012 den Vorsitz des KJF-Kuratoriums. Zudem war er von 2009 bis 2013 ehrenamtliches Mitglied der Fachjury für den Deutschen Jugendfilmpreis des Bundes.Festival.Film.

## Auszeichnungen
- 1988: Publikumspreis beim No-Budget-Kurzfilmfestival Hamburg für "Nichtgedanke feat. Die Wanne des Monats".

- 1990: German Special Award beim 13th Tokyo-Video-Festival für "Einengung".

- 1997: Debüt-Drehbuchpreis (mit Thomas Plöger) der Medienstiftung Schleswig-Holstein, des Rowohlt-Verlags und des NDR für Der Acker, die Hölle über das Leben der Landarbeiter im 19. Jahrhundert.

- 2006: Spezialpreis Bester Europäischer Kurzfilm beim Internationalen Filmfestival Cork als Produzent für Gero, Gerd und die Großartige (Regie: Lisa Adler).

- 2006: Publikumspreis beim Internationalen Filmfestival St.Etienne für Gero, Gerd und die Großartige (Regie: Lisa Adler).

- 2006: Canal+ Kurzfilmpreis beim Internationalen Filmfestival Paris für Gero, Gerd und die Großartige (Regie: Lisa Adler).

- 2018: Nominierung als Produzent für Einsamkeit und Sex und Mitleid als Bester Ausländischer Film beim 4th. International Filmfestival Nizza. Lars Montag wurde im Rahmen der Romyverleihung 2018 in der Kategorie Beste Regie Kinofilm ausgezeichnet.

- 2020 ARD-Programmprämie als der Produzent für Einsamkeit und Sex und Mitleid.

## Buchveröffentlichungen
- Erzählkino und Autorenfilm, Zur Theorie und Praxis filmischen Erzählens bei Alexander Kluge und Edgar Reitz (Dissertation) München: Fink-Verlag, 1996, ISBN 3-7705-3001-2

- Kino der Grausamkeit, Die Filme von Sergio Leone, Stanley Kubrick, David Lynch, Martin Scorsese, Oliver Stone und Quentin Tarantino (Koautor: Thomas Plöger), Frankfurt/Main: BJF-Verlag, 1996, ISBN 3-89017-147-8

- Handbuch: Jugend:Film:Kultur, Grundlagen und Praxishilfen für die Filmbildung (Mitherausgeber, Autor), München: kopaed-Verlag, 2006, ISBN 3-938028-15-7

- Spiel mit der Wirklichkeit Zur Entwicklung doku-fiktionaler Formate in Film und Fernsehen (Mitherausgeber, Autor), Konstanz: UVK 2012 (Reihe CLOSE UP, Schriften aus dem Haus des Dokumentarfilms Stuttgart), ISBN 978-3-86764-257-6

- Blockbuster Culture – Warum Jugendliche das Mainstream-Kino fasziniert (Autor), Berlin: Bertz+Fischer, 2019, ISBN 978-3-86505-260-5

- Rainer Werner Fassbinder transmedial (Mitherausgeber, Autor), Marburg: Schüren, 2020, ISBN 3-7410-0362-X

- Medienkritik als politische Satire. Being There und Wag the Dog. Bock, Hans-Michael u. a. (2020) (Hg.): Kellerkinder und Stacheltiere. Film zwischen Polit-Komödie und Gesellschafts-Satire. S. 150–163, München: edition text+kritik, ISBN 978-3-96707-442-0

- Irgendwo in Berlin. Kindheitsdarstellung als Spiegel gesellschaftlicher Umstände. In: Ebert, Steffi, Kümmerling-Meibauer, Bettina (2021) (Hg.): Von Pionieren und Piraten. Der DEFA-Kinderfilm in seinen kulturhistorischen, filmästhetischen und ideologischen Dimensionen. S. 33–47, Heidelberg: Winter, ISBN 978-3-8253-4837-3

- Wenn der Zeitgeist auf Montage geht – Essays & Filmkritiken 2013 – 2024, Illustrationen Zhou Chunlai, Gestaltung Zhou Wenjing, Joseph Janeti, 538 Seiten, Mead-Hill Publishing & Media, Boston, Massachusetts, 2024, deutschsprachig, ISBN 979-8-345636299

## Artikel und Essays (Auswahl)
- Correct history – falsely told. Intertextuality and the interpretation of history in Rainer Werner Fassbinders Lola and Lili Marleen. In: Kodikas/Code, Volume 17, Tübingen: Narr-Verlag, 1994, S. 91–107 (englisch)

- Ein Dokumentarist des Protestes. Alexander Kluges Theorie des Dokumentarfilms. Beobachtungen zu seinen Essayfilmen und Fernsehmagazinen. In: Manfred Hattendorf (Hrsg.): Perspektiven des Dokumentarfilms (= diskurs film 7), München: diskurs-verlag, 1995, S. 111–126

- Grenzenlose Phantasie!? 100 Jahre Kino – Auf dem Weg zum synthetischen Film. In: Horst Schäfer/Walter Schobert (Hrsg.): Fischer Film Almanach 1995, Frankfurt/Main: Fischer-Verlag, 1995, S. 480–490

- Die Revolution in Großaufnahme – Ein Plädoyer für das Nachdenken über neue Formen der Filmgeschichtsschreibung. In: Knut Hickethier u. a. (Hg.) Der Film in der Geschichte, Berlin: Ed. Sigma, 1997, S. 241–254

- (Irr)-Wege in die virtuelle Welt: Film, Computer, Cyberspace. In: Wolfgang Zacharias (Hrsg.): Interaktiv – Im Labyrinth der Möglichkeiten, Remscheid 1997, S. 99–105

- Neue Moderne!? – Eine medienästhetische Standortbestimmung des Kinos am Beginn des 21. Jahrhunderts. In: Horst Schäfer (Hrsg.): Lexikon des Kinder- und Jugendfilms, Meitingen: Corian-Verlag, 2000, Kapitel 6: Genre, Themen und Aspekte

- Das MATRIX-Phänomen. Ein Essay. In: Horst Schäfer (Hg.): Lexikon des Kinder- und Jugendfilms, Meitingen: Corian-Verlag, April 2004 (16. Erg.-Lfg.)

- Filmästhetik, Filmsprache, Filmanalyse – Geschichte, Methoden, Perspektiven. In: Werner Barg, Jan Schmolling u. a. (Hrsg.), Handbuch: Jugendkultur und Filmverstehen. München: Kopäd-Verlag, 2005

- Der metaphysische Psychothriller. In: Psychopraxis 5/2006, S. 22–30 (gemeinsam mit Hinderk Emrich)

- Das Kino der Rebellen – Jugendprotest im internationalen Film seit dem Zweiten Weltkrieg. In: Horst Schäfer (Hg.): Lexikon des Kinder- und Jugendfilms, Meitingen: Corian-Verlag, November 2007 (26. Erg.-Lfg.)

- Spannende Geschichten aus der Geschichte – Zur Bedeutung des Fernsehens als historisches Gedächtnis für junge Leute. In: Medienconcret: Politik 2.0., Köln 2009, S. 56–60

- Kinderbilder und Kindheitsdarstellungen in Spielfilmen für Erwachsene. In: Tv diskurs 3/2009, S. 14–19
- Fake und Fakten – Zum Umgang mit Dokument und Fiktion in Film und Fernsehen. In: tv-diskurs Nr. 2/2010, Baden-Baden: Nomos Verlagsgesellschaft 2010, S. 54–57

- Skandalfilme. Von der Lust an der Provokation. In: Tv diskurs Nr. 4/2010, Baden-Baden: Nomos Verlagsgesellschaft 2010, S. 40–45

- Zum Sehen geboren, nicht zum Schauen bestellt. In: Medienconcret: Digitale Kreativität, Köln; jfc/KJF 2011, S. 92–95

- Wo die wilden Kerle wohnen. Zur formalen Konstruktion von Erzählungen für Kinder und Erwachsene im Mainstream-Kino. In: Christian Exner/Bettina Kümmerling-Meibauer (Hrsg.): Von wilden Kerlen und wilden Hühnern. Perspektiven des modernen Kinderfilms. Marburg: Schüren-Verlag 2012, S. 55–61

- In der Kammer des Schreckens. Funktionen des Düsteren für Kinder, Jugendliche und Erwachsene im Fantasy-Film. In: Ute Dettmar u. a. (Hg.): SchWellengänge. Zur Poetik, Topik und Optik des Fantastischen in Kinder- und Jugendliteratur und -medien. Ffm: Peter Lang 2012, S. 255–268

- Gefühle & Fakten – Doku-Spuren im Spielfilm. In: Spiel mit der Wirklichkeit. Zur Entwicklung doku-fiktionaler Formate in Film und Fernsehen. Konstanz: UVK 2012, S. 73–89

- Hunger nach Realität oder: Die Geburt des Doku-Dramas im westdeutschen Fernsehen aus den Quellen der Aufklärung und der Unterhaltung. In: Spiel mit der Wirklichkeit. Zur Entwicklung doku-fiktionaler Formate in Film und Fernsehen. Konstanz: UVK 2012, S. 279–291

- Wirklichkeitsspiel – Zur Erzähldramaturgie doku-fiktionaler Fernsehformate. In: Spiel mit der Wirklichkeit. Zur Entwicklung doku-fiktionaler Formate in Film und Fernsehen. Konstanz: UVK 2012, S. 319–337

- Die Spannung steigt! In: Tv diskurs Nr. 1/2013. Konstanz: UVK, 2013, S. 28–33

- Künstlerische Provokation oder Kommerzielles Kalkül – Gedanken zur Schaulust von Sex und Gewalt im Kino. In: Medienconcret: Sex & Crime, Köln: jfc/KJF 2013, S. 54–58

- Helden Unchained. Zwei besondere Vorbildfiguren im aktuellen Hollywoodkino. In: Tv diskurs Nr. 3/2013. Konstanz: UVK 2013, S. 40–45

- Moral in Serien 1: The Sopranos – Schuld ohne Sühne? In: Tv diskurs Nr. 1/2014. Konstanz: UVK 2014, S. 90–95

- Moral in Serien 2: Breaking Bad – das Böse stirbt!? In: Tv diskurs Nr. 2/2014. Konstanz: UVK 2014, S. 80–85

- Moral in Serien 3: Die Moral eines geheimen Krieges. Ein Vergleich der Serien „24“ und „Homeland“. In: Tv diskurs Nr. 3/2014. Konstanz: UVK 2014, S. 90–95

- Die Herrschaft der Fiktion über die Fakten? – Anmerkungen zum aktuellen Geschichtsfernsehen. In: Tv diskurs Nr. 4/2014. Konstanz: UVK 2014, S. 38–43

- Man muss das Doku-Drama ernst nehmen – Gespräch mit Raymond Ley. In: Tv diskurs Nr. 4/2014. Konstanz: UVK 2014, S. 44–49

- BREAKING TIME. Innovatives und traditionelles Erzählen in aktuellen Fernsehserien. In: Medienconcret: Erzählwelten 3.0. Köln: jfc/KJF 2015

- Moral in Serien 4: Grusel, Gewalt, Gefühl. Moralische Diskurse in "The Walking Dead". In: Tv diskurs. Verantwortung in audiovisuellen Medien. 19. Jg., 1/2015 (Ausgabe 71), S. 80–83

- Sterben, um zu leben? Der Tod und das Kino. In: Tv diskurs. Verantwortung in audiovisuellen Medien. 19. Jg., 3/2015 (Ausgabe 73), S. 58–63

- Moral in Serien 5: Das Zeitalter der Frauen hat begonnen ... In: Tv diskurs. Verantwortung in audiovisuellen Medien. 19. Jg., 4/2015 (Ausgabe 74), S. 82–87

- Fassbinders Verzweiflung. Die Wiederentdeckung eines (fast) vergessenen Meisterwerks aus filmphilosophischer Perspektive: „Despair – Eine Reise ins Licht“. In: Michael Töteberg (Hrsg.): Rainer Werner Fassbinder. Zweite Auflage: Neufassung. In: Text + Kritik, Heft 103/Dezember 2015, S. 90–99

- Moral in Serien 6: Politik als Kompromiss und Intrige. Die Darstellung politischer Entscheidungsprozesse in US-amerikanischen und europäischen High-Quality-Serien. In: Tv diskurs. Verantwortung in audiovisuellen Medien. 20. Jg., 1/2016 (Ausgabe 75), S. 70–73

- Literarische und kinematografische Raumkompositionen in Hercule-Poirot-Romanen und Verfilmungen. In: Kretschmar, Judith; Stobbe, Sebastian; Vollberg, Susanne (Hrsg.) Hercule Poirot trifft Miss Marple. Darmstadt: Büchner 2016, S. 135–152

- Vom Aufbrechen und Ankommen – Migration im Film. In: Medienconcret: Medien und Migration. Köln: jfc/KJF 2016

- Die Geburt der Serie. Zur Wechselbeziehung zwischen Kinofilm und TV-Serie in der Film- und Fernsehgeschichte. In: Tv diskurs; 20. Jg. 2/2016 (Ausgabe 76), S. 80–85

- Es kann nicht sein, was nicht sein darf? Political Correctness – pro und kontra. In: Tv diskurs: 20 Jg., 3/2016 (Ausgabe 77), S. 28–33

- Political Correctness bleibt im Kern Belehrung. Gespräch mit Klaus Theweleit. In: Tv diskurs: 20 Jg., 3/2016 (Ausgabe 77), S. 34–37

- Von Messerattacken, Schießereien und Axtangriffen. Terror und Amok in den deutschen Nachrichtenmedien. In: Tv diskurs: 20. Jg., 4/2016 (Ausgabe 78); S. 30–33

- Die Fünfte Gewalt: Das Kino. In: Tv diskurs: 21. Jg., 2/2017 (Ausgabe 80), S. 60–63

- Die Unmittelbarkeit der Gewalt im Kino wächst. In: webklusiv (Webausgabe der Tv diskurs), 27. August 2017: https://tvdiskurs.de/beitrag/die-unmittelbarkeit-der-gewalt-im-kino-waechst/

- Die Zukunft wartet nicht! Plädoyer für utopisches Denken. In: Tv diskurs: 21. Jg., 4/2017 (Ausgabe 82), S. 62–69

- Mythos Mattscheibe. Wie das Kino das Fernsehen sieht. In: webklusiv (Webausgabe der Tv diskurs), 28. Februar 2018: https://tvdiskurs.de/beitrag/mythos-mattscheibe/

- Wandel der Öffentlichkeit. Aufmerksamkeitsstrategien im Wechselspiel von Medien und Politik. In: Tv diskurs: 22.Jg., 2/2018 (Ausgabe 84), S. 41–45 https://tvdiskurs.de/beitrag/wandel-der-oeffentlichkeit/

- Vom Lockruf der Freiheit und den Abgründen der menschlichen Seele. Große Heldenbilder in Kino und Serie. In: Medienconcret: Heldinnen und Helden. Köln, kjf/jfc, 2018

- Im Kino gewesen. Empört. In: Tv diskurs: 23. Jg., 1/2019 (Ausgabe 87), S. 44–47

- Shakespeare lässt grüßen. Zur Faszination der Serie Game of Thrones. In: webklusiv, 16.04.2019: https://tvdiskurs.de/beitrag/shakespeare-laesst-gruessen/

- Meinungsverstärker. In: webklusiv, 24.8.2019: https://tvdiskurs.de/beitrag/meinungsverstaerker/

- Spider-Man-Saga: Heldenreise, Action, Jugenddrama. In: webklusiv, 15.08.2019: https://tvdiskurs.de/beitrag/spider-man-saga-heldenreise-action-jugenddrama/

- Blinded by the Light: Funktionen von Rockmusik im aktuellen Kinofilm. In Tv diskurs, 11.10.2019: https://tvdiskurs.de/beitrag/blinded-by-the-light/

- Gute Maschinen, böse Maschinen? Genrespezifische Erzählfunktionen von KI im Kinofilm. Printausgabe Tv diskurs: 23. Jg., 4/2019 (Ausgabe 90), S. 54–61

- The Irishman – Cinema Goes Streaming? Online seit 10.12.2019: https://tvdiskurs.de/beitrag/the-irishman-cinema-goes-streaming/

- On Fleeing and Arriving. Migration and Integration as Topics in Film and Television. In: Daniela Pietrini (Hg.) (2020): Il discorso sulle migrazioni / Der Migrationsdiskurs. Berlin: Peter Lang, S. 375–388

- Wölfe im Kino. Film als Wirtschaftsethik. Printausgabe Tv diskurs: 24. Jg., 1/2020 (Ausgabe 91), S. 54–57

- Fuck off, Hitler!, Jojo Rabbit und die Tradition der Anti-Nazi-Komödie im Kino. 10.02.2020: https://tvdiskurs.de/beitrag/fuck-off-hitler/

- Zurück in die Vergangenheit. Der Brexit erreicht das Kino. 04.05.2020: https://tvdiskurs.de/beitrag/zurueck-in-die-vergangenheit/

- Bildnisse eines Bösewichts. Die Darstellung des Joker im Hollywoodkino. 18.06.2020: https://tvdiskurs.de/beitrag/bildnisse-eines-boesewichts/

- Dystopien in Film und Serie. Prognose, Handlungsanweisung oder Ermahnung? 06.08.2020: https://tvdiskurs.de/beitrag/dystopien-in-film-und-serie/

- Eine Realität ist nicht genug. Verschwörungsmythen in Film und Serie. 29.09.2020: https://tvdiskurs.de/beitrag/eine-realitaet-ist-nicht-genug/

- Das Kino: Keine Zeit zu sterben. 09.12.2020: https://tvdiskurs.de/beitrag/das-kino-keine-zeit-zu-sterben/

- Medienkritik als politische Satire. Beeing There und Wag The Dog. In: Bock, Hans-Michael u. a. (Hrsg.) (2020): Kellerkinder und Stacheltiere. Film zwischen Polit-Komödie und Gesellschafts-Satire. München: edition text+kritik. S. 150–163

- Die Grüne Leinwand. Zwischen ökologischer Dystopie, Sozialkritik und bildgewaltigen Naturfilmen. In: medienconcret: Natürlich digital?! KJF/jfc 2020, S. 32–35

- Alles außer gewöhnlich. Autismus-Darstellung in Spielfilm und Serie. In: Tv Diskurs, 22.02.2021: https://tvdiskurs.de/beitrag/alles-ausser-gewoehnlich/

- Vom New zum New New Hollywood. Sozialkritik in der Traumfabrik. In: Tv Diskurs, 01.04.2021: https://tvdiskurs.de/beitrag/vom-new-zum-new-new-hollywood/

- Krankheitsbilder. Verantwortung in audiovisuellen Medien. In: Tv Diskurs 25. Jg., 4/2021 (Ausgabe 98), S. 48–52

- Die Ruhe vor dem Streit - Stille im Film. In: Tv diskurs, 03.06.2021: https://tvdiskurs.de/beitrag/die-ruhe-vor-dem-streit-stille-im-film/

- BlackWidowWonderWomanSuperGirl. Neue Superheldinnen, neue Inhalte? In: Tv Diskurs, 09.08.2021: https://tvdiskurs.de/beitrag/blackwidowwonderwomansupergirl-beitrag-772/

- Widerschein des Nazismus? Die Darstellung der Neuen Rechten im aktuellen deutschen Film. In: Tv Diskurs, 29.09.2021: https://tvdiskurs.de/beitrag/widerschein-des-nazismus-beitrag-772/

- Im Schatten der Blockbuster. Hollywood entdeckt die Geschichten kleiner Leute neu. In: Tv Diskurs, 18.11.2021: https://tvdiskurs.de/beitrag/im-schatten-der-blockbuster-beitrag-772/

- Medienstrategien im modernen Krieg. In: Mediendiskurs, 24.02.2023: https://mediendiskurs.online/beitrag/medienstrategien-im-modernen-krieg-beitrag-772/